# Трудові резерви (стадіон, Біла Церква)
Центральна навчально-спортивна дитячо-юнацька база «Трудові резерви» — філія Комітету фізичного виховання і спорту Міністерства освіти і науки України. Розташований у місті Біла Церква Київської області. Вміщує 13,5 тис. глядачів. Був домашньою ареною футбольних команд «Арсенал-Київщина» та «Рось».
Стадіон розміщений в історичній місцевості Білої Церкви так званій Грузії — районі, який мав багато єврейських землянок схожих на грузинські будиночки. На місці самого стадіону було єврейське кладовище.

## Історія створення
У 1930-х роках на місці майбутнього стадіону знаходилося футбольне поле, бігова доріжка, тенісні корти, місце для стрибків у висоту і довжину, парашутна вежа та головна будівля з невеликою трибуною на другому поверсі . Глядацьких трибун поки не було заплановано.
Пізніше футбольне поле та бігову доріжку огороджував дерев’яний бар’єр, висотою понад метр, а  спортивний майданчик вже мав прості трибуни і після був обгороджений шлакобетоном і цегельними стовпами. Останнім у будівництві старого стадіону був центральний вхід з колонами, що зберігся і до наших днів.
У 1947 році таким чином утворився стадіон «Спартак». У теплий період там проводились змагання з футболу, легкої атлетики, а також городки. У зимовий – футбольне поле заливалося водою і проводились змагання з хокею.
У 1989 році закінчилось будівництво нового стадіону «Трудові резерви».  З опису тогочасних жителів виглядав він тоді як «замкнута будівля у вигляді чаші із сучасними трибунами на даху, різними спортивними приміщеннями всередині, футбольним полем і біговою доріжкою».